# Mesochorus giberius
Mesochorus giberius (лат.) — вид наездников рода Mesochorus из семейства Ichneumonidae (Mesochorinae). Палеарктика, Юго-Восточная Азия.

## Описание
Наездники мелких размеров. Длина тела 5,8—7,4 мм. Длина переднего крыла 5,0—6,8 мм. В усиках 35—37 флагелломеров. Mesochorus giberius имеет следующую комбинацию признаков: лицевые орбиты слегка расходятся в переднезаднем направлении; лобные орбиты широко желтовато-белые до латерального оцеллуса; мезоскутум и мезепистернум полностью или почти полностью красные. Метасома чёрная, апикальные края терги узко беловатые. Костальный сгиб крыла с 4 или 5 зацепками-гамулями. Mesochorus giberius можно отделить от сходных Mesochorus marginatus и Mesochorus marginatoides по следующей комбинации признаков: 1) больший размер (голова 1,38—1,59 мм), 2) желтовато-белые лобные орбиты, достигающие латеральных оцеллий, треугольное пятно на боках усиковых торулей отсутствует, 3) мезоскутум и мезепистернум в основном красные, метасома в основном чёрная с беловатыми верхними краями и 5) есть 4—5 гамулей на костальном сгибе заднего крыла. Передний край мезоплевр отделён от верхнего конца препектального валика расстоянием равным толщине жгутика усика. На щеках есть бороздка между жвалами и глазом. Жвалы с 2 зубцами. Лицо и наличник не разделены бороздкой а слиты в единую поверхность. Зеркальце переднего крыла ромбическое, большое. Лапки с гребенчатыми коготками.
Цвет самки. Лицо, лоб, область оцеллий и задняя поверхность головы чёрные. Щёчнное пространство, мандибулы (кроме красновато-коричневых зубцов), пальпы, наличник и лицевая и лобная орбиты до глазницы широко беловато-жёлтые. Наружная орбита рыжая. Антенны тёмно-коричневые, базальные членики жгутика немного бледнее, с желтоватыми апикальными краями, жгутик апикально инфускатный. Мезосома пурпурная, проподеум черноватый, кроме апиколатеральной рыжеватой части. Крылья прозрачные, жилки коричневые, птеростигма коричневато-жёлтая, с передним и задним краями коричневатыми. Метасома чёрная, вершинные края тергитов 2—5 узко беловатые.
Mesochorus giberius гиперпаразитоид жуков-листоедов (Chrysomelidae).
Вид был впервые описан в 1822 году шведским учёным-натуралистом Карлом Тунбергом (1743—1828) под названием Ichneumon giberius Thunberg, 1822 по типовому материалу из Англии.